# 日本驻重庆总领事馆
日本国驻重庆总领事馆（日语：在重慶日本国総領事館）是日本在重庆设立的处理侨民及领事事务的官方外交机构。馆址位于重庆市渝中区民族路189号重慶環球金融中心42楼。

## 历史
1998年3月，日本驻华大使馆重庆事务所成立。2005年1月1日，日本驻重庆总领事馆正式开馆。

## 管辖区域
- 重庆市
- 四川省
- 云南省
- 贵州省